# Nykyta Izmailov
Nykyta Izmailov (Mykolayiv, 27 de noviembre de 1987) es un inversionista ucraniano, banquero, fundador de la fundación especializada en finanzas y tecnología N1, que incluye neobanco sportbank, sistema de pago Asquad, etc.
Biografía
Nykyta Izmailov nació en 1987 en la ciudad de Mykolayiv. En 2009 se graduó en la Academia de Banca de Ucrania adjunta al Banco Nacional de Ucrania e hizo un máster en “Contabilidad y Auditoría”.
Carrera profesional
Desde 2009 hasta 2012 trabajó como auditor jefe en KPMG.
Desde 2012 hasta 2016 fue director financiero del grupo PMBL (Parimatch).
Desde 2016 hasta 2023 fue accionista de PMBL (Parimatch). Desde aquel mismo año ha sido propietario de la empresa Eat Easy, productora de bebidas y snacks.
En 2018 Nykyta Izmailov fundó y se hizo director ejecutivo de la fundación de inversiones especializada en finanzas y tecnología N1, cuya cartera incluye neobanco sportbank, el sistema de pago Asquad[27] y la startup de finanzas y tecnología Transenix.
Actividades sociales
En abril de 2022 la subsidiaria de Izmailov, sportbank, lanzó una nueva sección en la aplicación: “Caridad”; que consta de varios fondos ucranianos que ayudan al ejército ucraniano y a las personas desplazadas por la fuerza dentro de las fronteras de Ucrania.
Nykyta esponsoriza la fundación de caridad en apoyo de Ucrania U-Hero, que ayudó a desarrollar una red de polígonos de tiro láser en Ucrania en el formato de plataformas multimedia innovadoras para entrenar a los soldados de las Fuerzas Armadas de Ucrania.